# Passage Delanos
Le passage Delanos est une voie du 10e arrondissement de Paris, en France.

## Situation et accès

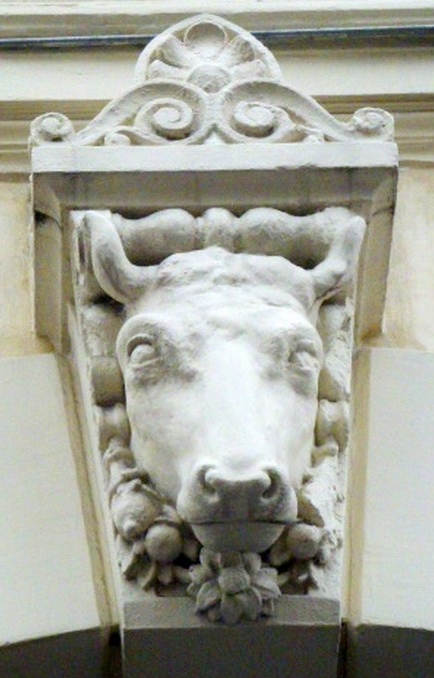
Passage Delanos.

Le passage Delanos est situé dans le 10e arrondissement de Paris. Il débute au 148, rue du Faubourg-Saint-Denis et se termine au 25, rue d'Alsace.
La porte cochère qui marque son entrée rue du Faubourg-Saint-Denis est surmontée d'une tête de vache, souvenir de l'utilisation originelle de ce passage, une « vacherie » qui servait pour l'approvisionnement en lait de Montmartre, et de « PASSAGE DELANOS » écrit en relief.
Passé cette porte cochère, on arrive dans une enfilade de trois cours rectangulaires, les deux premières perpendiculaires à la rue, la troisième positionnée en « T ». Cette dernière cour dispose d'une sortie vers la rue d'Alsace, par un escalier aboutissant tout près des escaliers reliant à la gare de l'Est.
Dans les années 1960-1970, fait rarissime, dans la première cour se trouvait une petite épicerie destinée aux habitants du passage Delanos.[réf. nécessaire]
Il a parfois servi de décor dans des films, par exemple lors d'une scène du Clan des Siciliens (1969), où le personnage joué par Alain Delon s'enfuit par une fenêtre d'une chambre d'hôtel (en fait un des appartements situé dans l'escalier 3) et court vers la sortie du passage située rue d'Alsace.

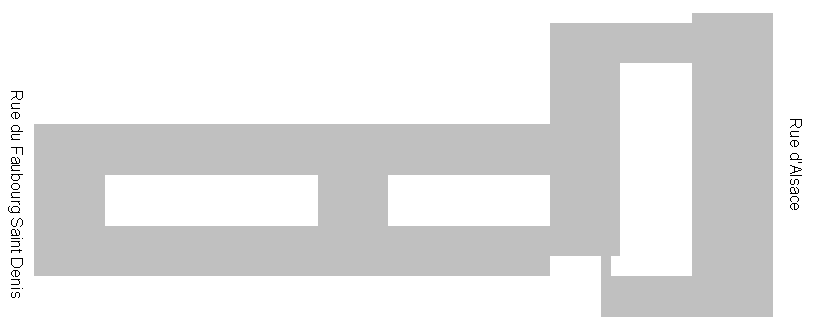
Passage Delanos.

Le passage Delanos est desservi à proximité par les lignes 4 et 5 à la station Gare du Nord et par les lignes 4, 5 et 7 à la station Gare de l'Est.

## Origine du nom
Elle doit son nom à celui d'un ancien propriétaire local, M. Delanos.

## Historique
Cet ancien raccourci entre les gares du Nord et de l'Est a été construit à partir de 1830, sous son nom actuel.
Ce passage, dont le rez-de-chaussée est composé de « cellules » ouvrant sur les cours, était le siège d'une vacherie, au sens « lieu où l'on tire le lait des vaches et où l'on vend du lait ».
Le 148, rue du Faubourg-Saint-Denis est d'ailleurs cité comme faisant partie des dépôts parisiens de la Compagnie générale de la laiterie parisienne.